# 8993 Ingstad
A 8993 Ingstad (ideiglenes jelöléssel 1980 UL) a Naprendszer kisbolygóövében található aszteroida. R. M. West fedezte fel 1980. október 30-án.